# Westfield Palm Desert
Westfield Palm Desert, anteriormente como Palm Desert Town Center, es un centro comercial en Palm Desert, California, propiedad de The Westfield Group. Sus tiendas anclas son JCPenney, Macy's y Sears. Nordstrom abrirá en 2011.

## Historia
Originalmente abrió como Palm Desert Town Center por Ernest M. Hahn en 1983 con Bullock's, Bonwit Teller, JCPenney y May Company que abrió el año anterior, el centro comercial se convirtió rápidamente en un centro de negocios para el área de Palm Springs. En febrero de 1987 Bullocks Wilshire reemplazó Bonwit Teller y en marzo de ese año J. W. Robinson's abrió una nueva ubicación, reemplazando la tienda Palm Springs. 
I. Magnin llegó al centro comercial en 1990 cuando se renombraron todas las tiendas que Bullocks Wilshires operaba. En 1993 con la fusión de Robinsons y May Co. para formar Robinsons-May, ambas ubicaciones mantuvieron sus tiendas pero una para damas y la otra para caballeros y una para el hogar. La tienda I. Magnin fue convertida en una tienda masculina Bullock's en 1995, y en 1996 ambas tiendas Bullock's se adaptaron al nombre de Macy's.
Westfield anunció que la tienda ancla de Bonwit Teller/Bullocks Wilshire/I. Magnin/Bullock's Men's y Macy's Men's/Home serán demolidas y en su lugar se construirá una tienda Nordstrom y se planea que abra en 2011.

## Anclas
- JCPenney (84,933 pies cuadrados)
- Macy's (196,285 pies cuadrados)
- Nordstrom - próximamente en 2011[2]
- Sears (123,946 pies cuadrados)